# Boy band

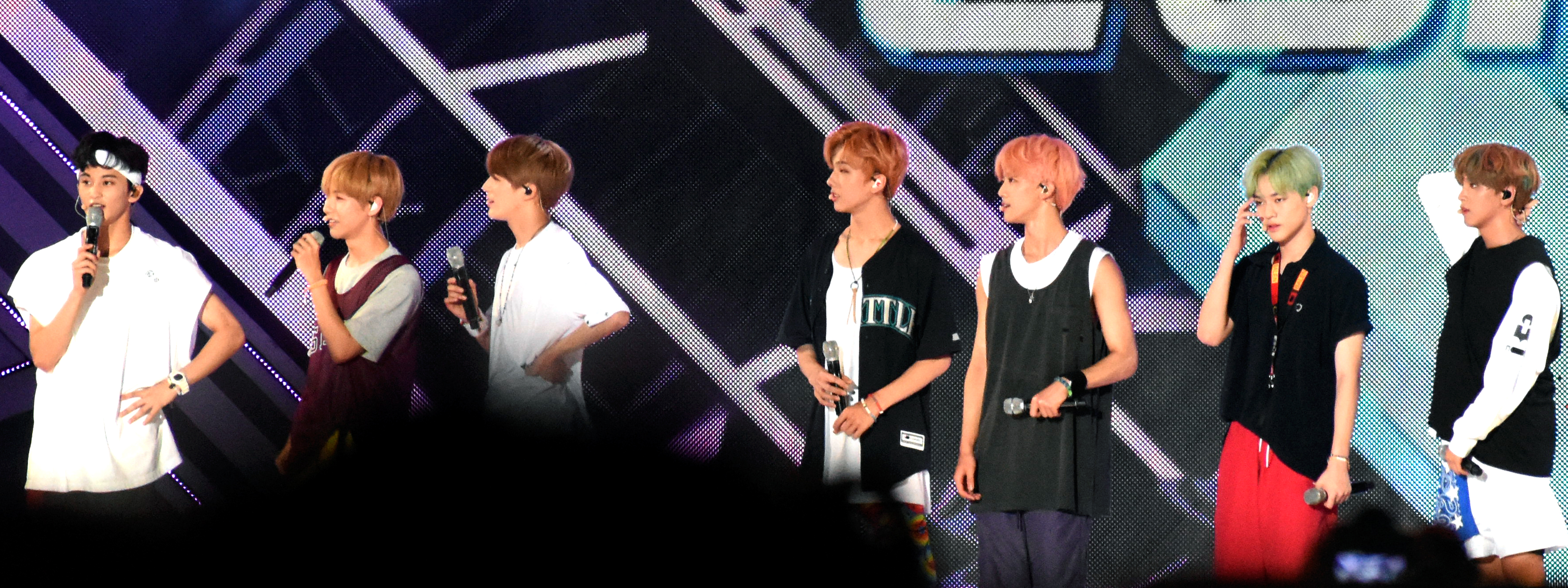
Boy bands jsou typické pro hudební žánr K-pop

Boy band (v překladu "chlapecká skupina") je označení pro kapely, které se skládají zpravidla z 5 mladých hudebníků. Při vystupování naživo často tančí, důležitou roli hraje jejich choreografie a image (oblečení, vystupování). Cílovou skupinou těchto mladých (a často pohledných) umělců bývá dospívající publikum, a to většinou dívky ve věku cca 12–17 let.
Mezi celosvětově nejprodávanější boy bandy patří Backstreet Boys (přes 100 mil. prodaných desek), New Kids on the Block (přes 70 mil.), 'N Sync (přes 56 mil.), Westlife (přes 47 mil.), Take That (přes 25 mil.) a One Direction (65 mil.).
Z českých skupin lze do této škatulky zařadit např. Lunetic, T-Boyz, V.I.P., Ha Ha nebo A-Tak.
Podobnou skupinou je tzv. girl group (dívčí skupina), mezi jejíž představitele se řadí např. Spice Girls.